# Braunschweig (F 260)
Braunschweig é uma corveta alemã de mísseis guiados, da classe Braunschweig da Marinha Alemã, sendo o navio líder da classe.

## Desenvolvimento
A classe Braunschweig (também chamada Korvette 130) é a mais nova classe de corvetas de longo alcance da Alemanha. Cinco navios substituíram as lanchas rápidas da classe Gepard na Marinha Alemã.
Essas corvetas contam com assinaturas radar e infravermelha reduzidas ("stealth"), ainda mais avançadas que as da classe de fragatas Sachsen, e serão equipadas com dois VANTs helicópteros UMS Skeldar V-200 para reconhecimento remoto. O hangar é pequeno demais para helicópteros padrão, mas o convoo pode receber Sea King, Lynx e NH-90 da Marinha Alemã.
A Marinha Alemã encomendou antecipadamente os mísseis antinavio RBS-15 Mk4, versão futura do Mk3 com alcance estendido — 400 km — e sensor duplo para maior resistência a contramedidas eletrônicas. O RBS-15 Mk3 já tem capacidade de engajar alvos terrestres.
Em outubro de 2016, o governo alemão anunciou a compra de um segundo lote com mais cinco corvetas entre 2022 e 2025. A decisão atendeu exigências da OTAN para que a Alemanha fornecesse quatro corvetas com alto nível de prontidão para operações litorâneas até 2018. Com apenas cinco navios na época, só dois poderiam ser mantidos prontos simultaneamente.

## Construção
A corveta Braunschweig foi batida em 3 de dezembro de 2004 e lançada ao mar em 19 de abril de 2006, em Hamburgo. Foi entregue à Bundeswehr em 29 de janeiro de 2008, entrando oficialmente em serviço em 16 de abril do mesmo ano, integrando o 1.º Esquadrão de Corvetas. Sua primeira missão internacional envolveu operações no Mar Mediterrâneo e no Mar Vermelho.

## Operação
Em 20 de maio de 2009, o barco rápido da Braunschweig foi batizado como Eintracht, em homenagem à cidade de Braunschweig e ao clube de futebol local Eintracht Braunschweig, fundado em 1895.
Após um longo período em estaleiro devido a problemas técnicos da classe K130, a corveta voltou ao mar no fim do verão de 2010 para testes. Em 2011, participou do treinamento operacional básico (BOST) da Royal Navy em Plymouth.
Em 24 de junho de 2017, a Braunschweig realizou um exercício conjunto com a corveta indonésia KRI Bung Tomo, como parte da missão da UNIFIL.
Em 19 de agosto de 2020, serviu como plataforma para testes navais com dois VANTs UMS Skeldar V-200.
No dia 16 de agosto de 2024, foi rebocada pelo rio Tâmisa até Londres, onde atracou ao lado do HMS Belfast. Em 19 de agosto, ao deixar a cidade, a Braunschweig tocou o tema “Imperial March” enquanto era rebocada para fora de Londres.